# ناصرآباد (مشهد)
ناصرآباد روستایی در دهستان درزآب بخش مرکزی شهرستان مشهد استان خراسان رضوی ایران است.

## جمعیت
بر پایه سرشماری عمومی نفوس و مسکن در سال ۱۳۹۵ جمعیت این روستا ۴۰ نفر (۱۵خانوار) بوده‌است.